# Bathypsammia fallosocialis
Espèce
Statut CITES
Bathypsammia fallosocialis est une espèce de coraux appartenant à la famille des Dendrophylliidae.